# Едмон де ла Фонтен
Едмон де ла Фонтен (люксемб. Edmond de la Fontaine, відоміший під псевдонімом Дікс / Dicks; нар. 24 липня 1823 — пом. 24 червня 1891) — люксембурзький юрист, поет, і автор пісень та етнографічних записок, відомий літературною творчістю на люксембурзькій мові, творець національного театру; вважається національним поетом Люксембургу.
Разом з Мішелем Ленцом (Michel Lentz) та Мішелем Роданжем (Michel Rodange) Едмон де ла Фонтен є найважливішими фігурами в історії люксембурзької літератури. До того ж, етнографічна праця Дікса «Люксембурзькі місця і звичаї» (Luxemburger Sitten und Bräuche) є одним з перших наукових описів етнографії люксембуржців.

## Життєпис

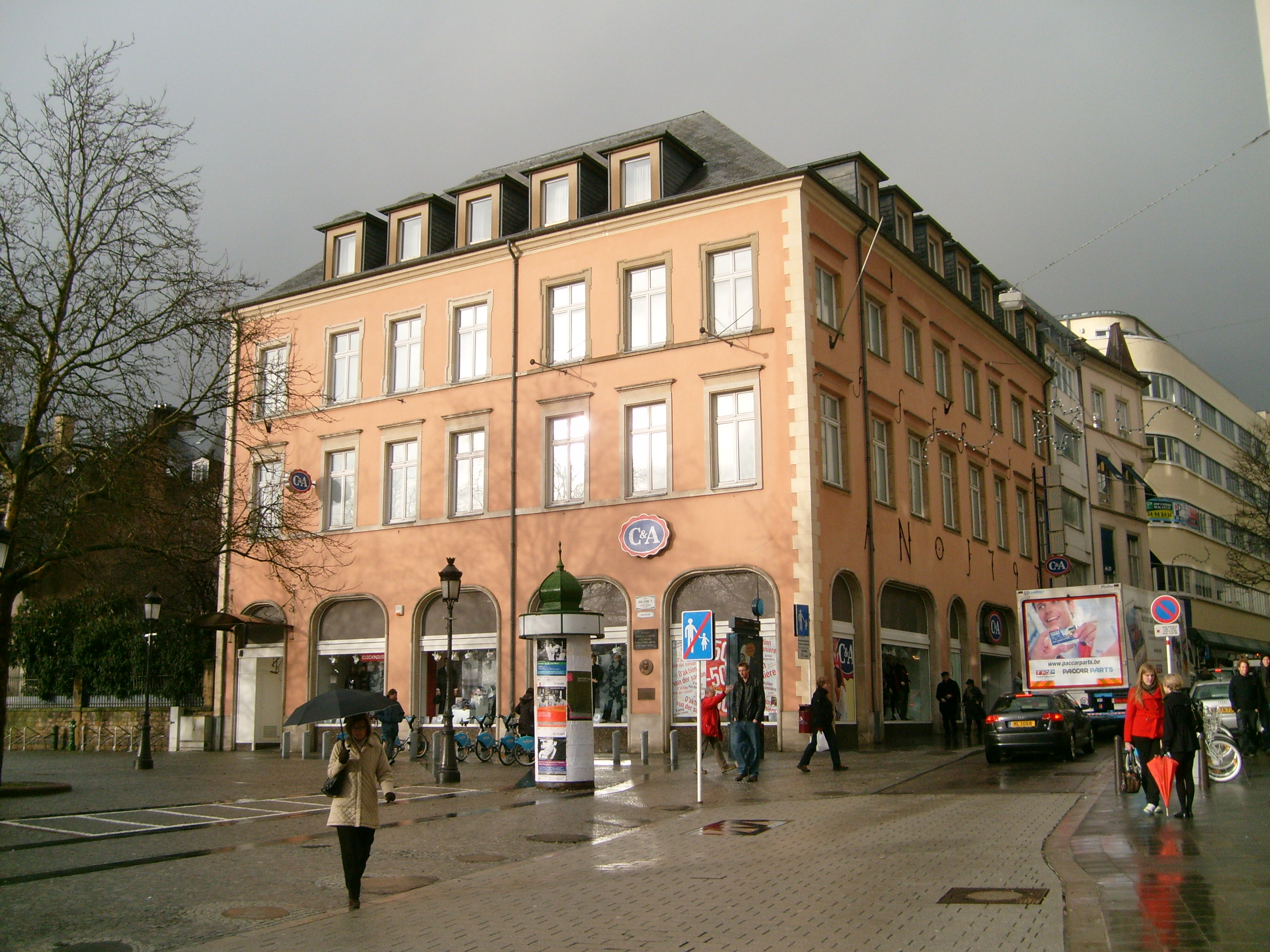
Будинок в м. Люксембург у якому народився Едмон де ла Фонтен

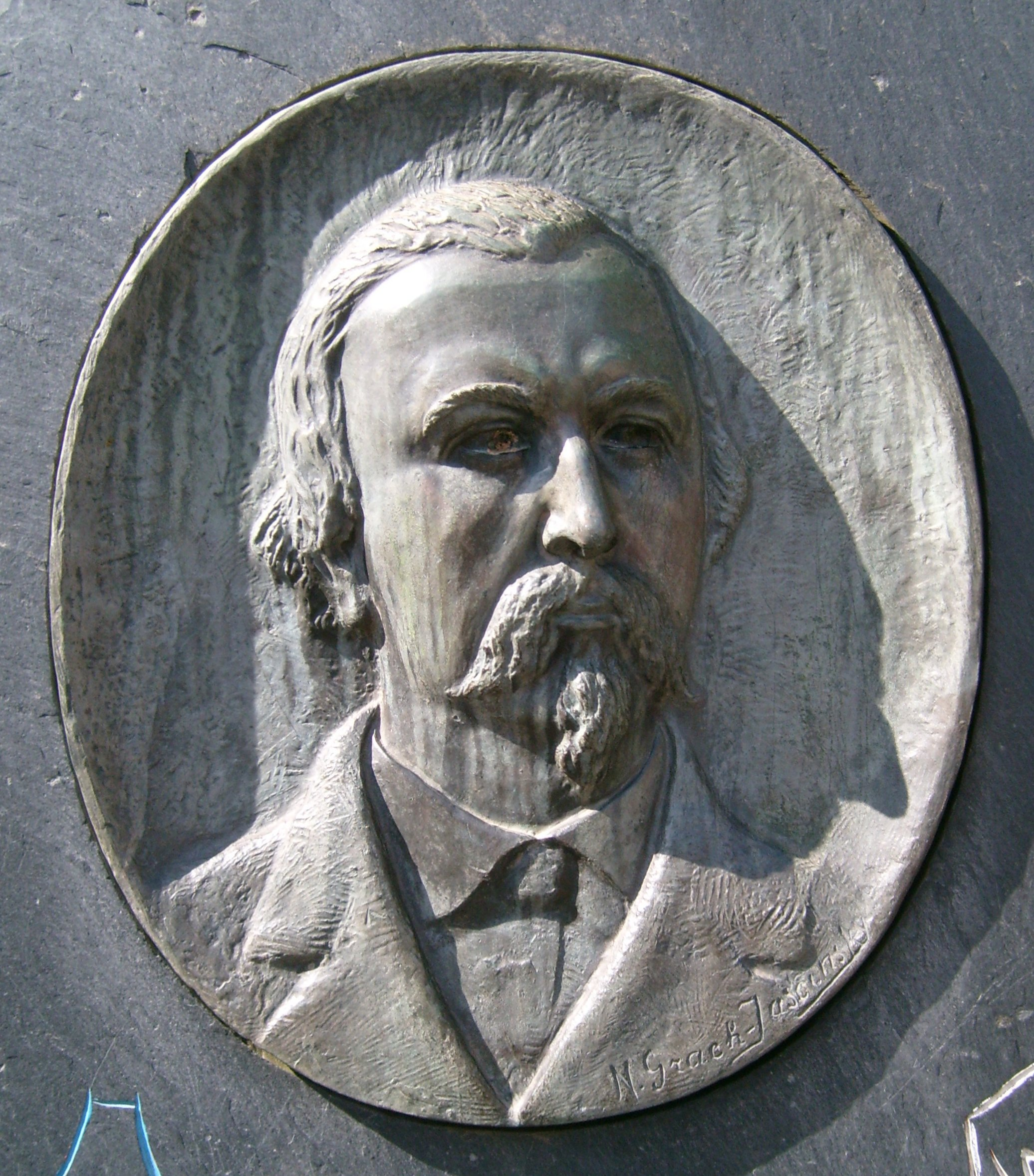
Едмон де ла Фонтен (Дікс/Dicks), медальйон авторства Nina Grach-Jascinsky (1966), Dicksgärtchen

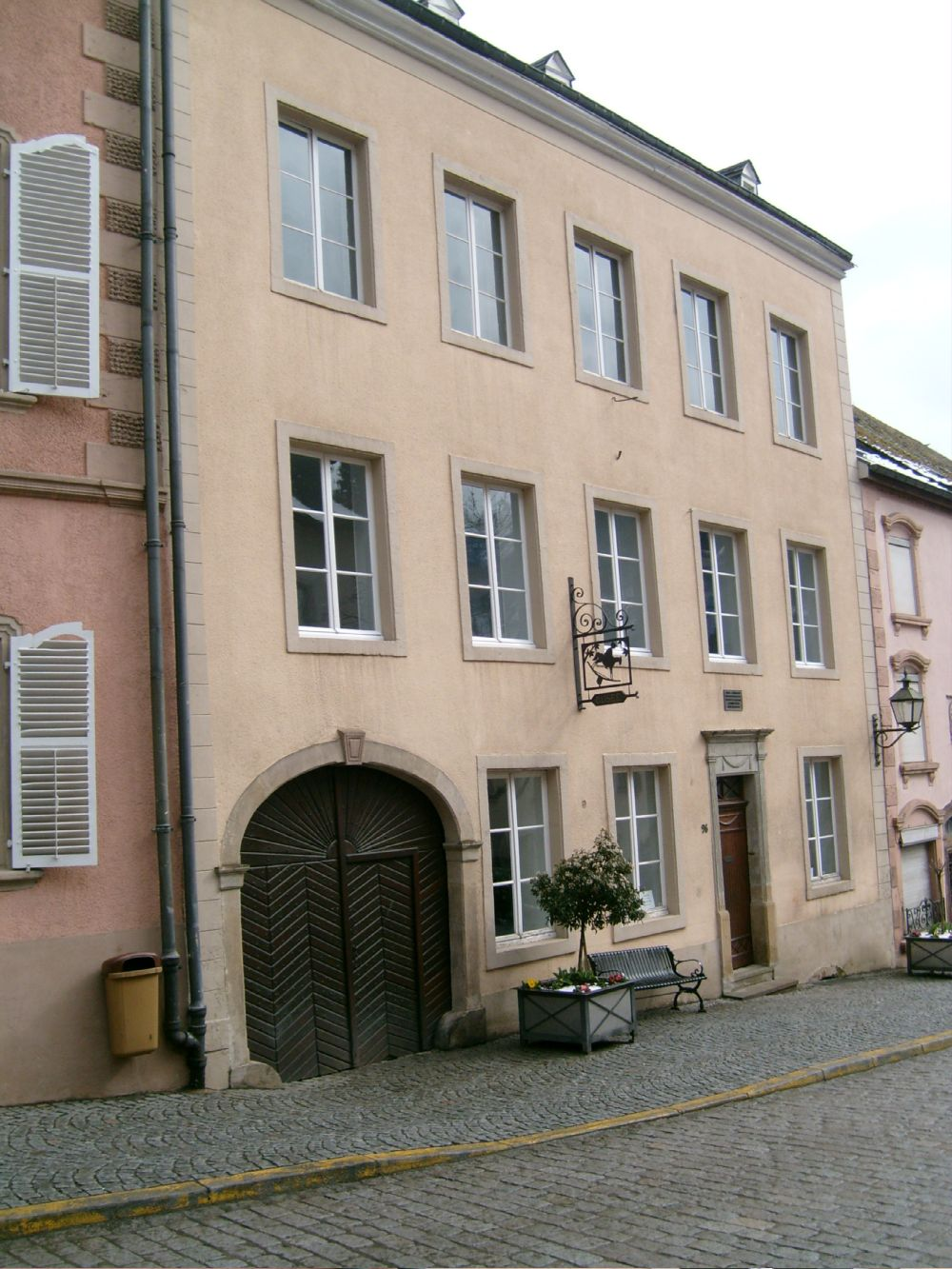
Будинок в м.Віанден у якому помер Едмон де ла Фонтен

Едмон де ла Фонтен народився 24 липня 1823 року в місті Люксембург. Він був третім сином люксембурзького державного та політичного діяча Гаспара-Теодора-Ігнаса де ла Фонтена (Gaspard-Théodore-Ignace de la Fontaine), який був призначений губернатором Люксембурга в 1841 році, і згодом став першим прем'єр-міністром країни у 1848 році. 
Фонтен навчався в університеті Льєжа та універистеті Гейдельберга з 1844 до 1847 року, перш ніж стати правником у 1850 році. 
20 грудня 1858 року він одружився зі своєю кузиною Поліною-Елізою Дутре (1828-1907). У подружжя було два сини: Альфред та Адрієн, і дочка Євгенія.
З 1867 до 1870 року Едмон де ла Фонтен займав посаду мера Штадтбредімуса (Stadtbredimus) в долині Мозеля на сході Люксембургу. 
У 1881 році Едмон де ла Фонтен став мировим суддею у Віандені, де він жив і творив останнє десятиліття свого життя. 
У 1891 році останки Едмона де ла Фонтена були перенесені до  Штадтбредімуса в сімейну гробницю, що знаходиться біля місцевої церкви.